# Sidi Naâmane (Tizi Ouzou)
Sidi Naâmane è un comune dell'Algeria, situato nella provincia di Tizi Ouzou.